# Ernogrammus hexagrammus
Ernogrammus hexagrammus is een straalvinnige vissensoort uit de familie van stekelruggen (Stichaeidae). De wetenschappelijke naam van de soort is voor het eerst geldig gepubliceerd in 1845 door Schlegel.